# جویستی
جویستی یک روستا در جیبوتی است که در منطقه علی صبیح واقع شده‌است.

## خصوصیات
جویستی ۵۰۰ نفر جمعیت دارد و ۴۴۶ متر بالاتر از سطح دریا واقع شده‌است.